# Нина Линта Лазаревић
Нина Линта Лазаревић (негде и као Нина Лазаревић; Београд, 20. август 1976) српска је гласовна глумица, продуцент, редитељ, водитељка и драматург. Остварила је десетине позоришних, радијских, филмских и телевизијских улога.

## Биографија
Завршила је средњу Балетску школу „Лујо Давичо“ 1994. године у Београду. Дипломирала је 2002. године на Факултету драмских уметности у Београду, у класи проф. Владимира Јевтовића.
Од 2002. године наступа у позориштима: у Народном позоришту у Београду, Битеф Театру, Позоришту Славија, Народном позоришту у Вршцу, Народном позоришту у Кикинди и другим. Осим у спољним продукцијама, у сопственој ради пројекат „Театар на точковима”, са преко хиљаду изведених представа за децу.
Значајније позоришне улоге су јој: Весна (Говорите ли Аустралијски?, писац Угљеша Шајтинац), Г-ђица Пти-па (Ручни рад, Ж. Дено), седам различитих улога — Кунић, Куварица, Карта, Грифон, Патка... у представи Алиса у земљи чуда, (Луис Керол), Мајка (Замак Слепих, Г. Наум), Ведрана и Сека (Из ЈА града у ТИ град, М. Вигопулу), Лепосава и кума Цана (Власт, Бранислав Нушић.), Радница (Радници, Олга Димитријевић), Луси (Зеко Зеко, К. Серо) и Жаклин (Пиџама за шесторо, М. Камолети).
Наступила је у више десетина радио драма за Радио Београд као што је Кревет за троје Милорада Павића, где је и сарадник дечјег програма. Најмлађој публици је позната и као надсинхронизовани глас за увозне цртане филмове и ТВ серије. Такође ради са децом у оквиру у оквиру драмских радионица и студија.
Њена сестра је глумица Марина Лазаревић.

## Филмографија
| Год.  | Назив                   | Улога                      |
| ----- | ----------------------- | -------------------------- |
| 2008. | Није крај               | Влатка                     |
| 2008. | Горки плодови (серија)  |                            |
| 2009. | Звезда Три              | Софка /Бродска техничарка/ |
| 2011. | Како су ме украли Немци | Малена                     |
| 2014. |                         | Репортерка #3              |
| 2015. |                         | Болничарка Вера            |

## Улоге у синхронизацијама
| Година     | Цртани филм                               | Улога                                                           |
| ---------- | ----------------------------------------- | --------------------------------------------------------------- |
| 2006.      | Сенке земље Елфа (Змекс)                  | Фала итд.                                                       |
| 2006.      | Зозонци (Змекс)                           | Дива итд.                                                       |
| 2006.      | Питоми зверињак (РТС)                     | Љиља итд.                                                       |
| 2007.      | Вива пињата (Хепи)                        | Ела итд.                                                        |
| 2007.      | Коњић Грбоњић                             | Коњић Грбоњић, сви женски ликови                                |
| 2007.      | Туба Труба (Призор)                       | сви женски ликови                                               |
| 2008.      | Псећа прича                               | сви женски ликови                                               |
| 2009.      | Магија Винкс: Тајна изгубљеног краљевства | Стела, Дафни                                                    |
| 2010.      | Југио 5Д (С1-2)                           | Лео, Карли Кармин                                               |
| 2010.      | Храбра дружина и код Марка Пола           | Дива                                                            |
| 2011.      | Подкетс                                   | Бела                                                            |
| 2011.      | Поп Пикси                                 | Локет, Тјун                                                     |
| 2011.      | Савез суперзлоћа                          | сви женски ликови                                               |
| 2012.      | Вулверин и Икс-мен                        | Шедоукет / Кити Прајд                                           |
| 2013.      | Аватар: Легенда о Кори                    | Џинора (С1), Катара (неке епизоде), Тоф (сем у С1Е9), П'Ли итд. |
| 2013.      | Аватар: Последњи владар ветрова           | Кана                                                            |
| 2013.      | Ај Карли                                  | Госпођа Брикс (неке епизоде), Линда Пилоф, Ешли итд.            |
| 2013.      | Биг тајм раш                              | Ени Винтерс итд.                                                |
| 2013.      | Викторијус                                | Трина Вега (сем у С2Е3, 5, 11)                                  |
| 2013.      | Водени свет малих гупија                  | Невероватна Дејзи итд.                                          |
| 2013.      | Драгуљски љубимци                         | Марија, Сара, Мирија, Лабра, Моника (Е1-7) итд.                 |
| 2013.      | Иди, Дијего, иди!                         | Алисија итд.                                                    |
| 2013-2016. | Кунг-фу панда: Легенде о феноментастичном | Тигрица                                                         |
| 2013.      | Луи                                       | Луи                                                             |
| 2013.      | Маскирани певач                           | Жена у аутобусу                                                 |
| 2013.      | Роузин свет (Студио)                      | Сефи, госпођа Дарти, госпођа Морди, Мали Меда, Нет              |
| 2013.      | Тара Данкан                               | Сирена, Мел, Клер итд.                                          |
| 2013.      | Чудновили Божић                           | Тути                                                            |
| 2013.      | Чудновили родитељи                        | Госпођа Тарнер (С5-8)                                           |
| 2013.      | Робот и Чудовиште                         | додатни гласови                                                 |
| 2013.      | Фанбој и Чам Чам                          | Чам Чам (Е14-26)                                                |
| 2014-2016. | Дора и пријатељи                          | Принцеза Сочи, Мисиз Дива итд.                                  |
| 2014.      | Мали Вук                                  | Мама, Спира                                                     |
| 2014.      | Пчелица Маја (2012)                       | Бери                                                            |
| 2014.      | Тандерменови                              | Симон Кикбат, Келси, Аманда; Ешли (С2)                          |
| 2015-2017. | Бела и Булдози                            | додатни гласови                                                 |
| 2015-2017. | Литл чармерс                              | Поузи                                                           |
| 2015.      | Макс и Руби                               | Марта, тетка Клер                                               |
| 2015-2017. | Харви Кљунић                              | Пукер (С2Е10), Керол, Крис итд.                                 |
| 2015-2016. | Хенри Опасност                            | Крис Харт (С1-3, сем у С3Е9)                                    |
| 2016.      | Калимеро                                  | Калимеро                                                        |
| 2016.      | Развали игру                              | Роз                                                             |
| 2016.      | Ухвати Ритам бенд шпијуна                 | Уп                                                              |
| 2016.      | Кућа Бука                                 | додатни гласови                                                 |
| 2017.      | Нела — витешка принцеза                   | Квикфут (С1)                                                    |
| 2017.      | Ригл акедеми                              | Руби (С1); Госпођа Звер (сем у С1Е18, 20, 24) итд.              |

## ТВ емисије
- Тајни агент Изи (Пинк ТВ)